# Today Was a Fairytale
Singles de Taylor Swift
Fearless
(2010) Mine
(2010)
Today Was a Fairytale est une chanson de l'artiste américaine Taylor Swift issue de la bande originale Valentine's Day. Elle sort en single le 19 janvier 2010 sous le label Big Machine Records.

## Performance dans les hits-parades
| Classement (2010)               | Meilleure position |
| ------------------------------- | ------------------ |
| Australie (ARIA)                | 3                  |
| Canada (Hot 100)                | 1                  |
| Irlande (IRMA)                  | 43                 |
| Japon (Hot 100)                 | 63                 |
| Nouvelle-Zélande (RMNZ)         | 29                 |
| Royaume-Uni (UK Singles Chart)  | 57                 |
| États-Unis (Hot 100)            | 2                  |
| États-Unis (Adult Contemporary) | 21                 |
| États-Unis (Pop Airplay)        | 20                 |
| États-Unis (Country Songs)      | 41                 |